# Valentin Csernikov
Valentin Csernikov (örményül: Վալէնտին Չէռնիկով, oroszul: Валентин Михайлович Черников, Valentyin Mihajlovics Csernyikov) (Jereván, 1937. április 1. – Nyizsnyij Novgorod, 2002. január 5.) szovjet színekben világbajnok, olimpiai bronzérmes örmény párbajtőrvívó.